# 로만 폴란스키
로만 레이먼드 폴란스키(영어: Roman Raymond Polanski, 폴란드어: Roman Rajmund Polański, 1933년 8월 18일 ~ )는 프랑스 출신 폴란드의 영화 감독이다. 본명은 라이문트 로만 리플링(Rajmund Roman Liebling)이다
1962년 폴란드에서 <물속의 칼>의 감독, 연출을 맡으며 본격적인 작품활동을 시작해 폴란드와 프랑스에서 <혐오>, <막다른 골목> 등의 작품을 발표하며 영화계에서 인정받았다. 1968년 영화 배우 샤론 테이트와 결혼해 미국 캘리포니아에 정착하였으나, 1969년 찰스 맨슨의 사교집단 맨슨 패밀리에 의해 샤론 데이트를 포함 그의 지인 5명이 살해당했다. 폴란스키는 당시 유럽으로 출장 차 출국해 자리를 비워 화를 면했다. 맨슨 패밀리의 수장인 찰스 맨슨과 주동자 수전 앳킨스를 포함해 사건에 연루된 맨슨 패밀리 일원 전원은 종신형을 선고받았다.
그러던 1977년, 캘리포니아에서 13세 여성 사만다 가이머의 집에서 가이머에게 수 차례 술을 먹이고 성폭행한 혐의로 체포되어 아동 성범죄 혐의로 기소되었다. 1차 재판에서 사법거래를 통해 유죄를 인정한 그는 42일간 보호관찰을 받고 일시석방 되었으나, 이 후 중형선고가 불가피해지자 1978년 프랑스로 도피하였고 프랑스 파리에 정착해 유럽에서만 작품활동을 해왔다. 그러던 2009년 9월 미국의 요청에 따라 스위스 경찰에 의해 체포되어 가택연금 되었으나, 스위스 정부는 미국의 신분 인도 요청을 거절하고 그를 석방했다. 폴란스키는 이 후에도 유럽에서만 작품활동을 계속해왔으며 2016년 피해자인 사만다 가이머에게 사건 종결을 탄원했으나 미국 경찰은 사건종결 불가 입장을 밝혔다.
2017년 하비 와인스틴의 성추문 폭로로 공론화된 미투 운동의 여파로 그의 아동 성범죄 이력이 재조명되었고, 결국 폴란스키는 2019년 아카데미 회원 자격을 박탈당하고 영구제명되었다. 또한 1977년 사건 뿐 아니라 미투 운동 과정에서 폴란스키에게 성폭행을 당했다는 폭로자가 나와 논란이 되었으며, 2020년 2월 <장교와 스파이> 로 세자르 영화제에서 감독상을 수상했을 때는 시상식장 밖에서 폴란스키의 수상 반대 시위가 일어났다.

## 작품 목록
- 순진한 마법사(1960년)
- 물속의 칼 (1962년)
- 혐오(1965년)
- 궁지(막다른 골목) (1966년)
- 박쥐성의 무도회 (1967년)
- 로즈메리의 아기 (1968년)
- 맥베스(1971년)
- 차이나 타운(1974년)
- 테스(1979년)
- 진실(1994년)
- 나인스 게이트 (1999년)
- 피아니스트(2002년)
- 올리버 트위스트(2005년)
- 유령작가(2010년)
- 대학살의 신 (2011년)
- 모피를 입은 비너스 (2013년)
- 실화: 숨겨진 비밀 (2017년)
- 장교와 스파이 (2019년)
- 더 팰리스 (2023년)